# Зворыкин, Николай Алексеевич
Николай Алексеевич Зворыкин (1854—1884) — русский метеоролог, физик и педагог; член Московского общества испытателей природы.

## Биография
Родился 27 октября (8 ноября) 1854 года (на могильном памятнике из чёрного гранита в виде ступенчатой пирамиды было указано, что он родился 26 октября 1854 года) в Муроме, в богатой купеческой семье. Родной дом для него, как и для его младшего брата Константина, сохранился на Первомайской улице, д. 4. В нём 1918—1919 годах В. И. Жадиным были открыты Окская биологическая станция и Муромский краеведческий музей
Образование получил во Владимирской гимназии, которую окончил с золотой медалью, а затем на физико-математическом факультете Московского университета. Окончив его в 1877 году одним из первых кандидатов, Зворыкин отправился за границу, где слушал лекции в лучших германских физических лабораториях; был также в Швейцарии и Италии (дважды осматривал кратер Везувия). Вернувшись в Россию, поступил на службу в Петроградскую главную физическую обсерваторию. Результаты проведённых им исследований были изложены в статье, напечатанной в «Записках Академии наук» под заглавием: «Об определении влажности воздуха психрометром» (изложение главных пунктов этой статьи было напечатано затем в «Zeitschrift der Oesterreichischen Gesellschaft für Meteorologie»; 1883 год).
Так как влажный прибалтийский климат неблагоприятно влиял на его здоровье, Н. А. Зворыкин вынужден был покинуть столицу и поселиться в Москве. Здесь он вскоре сдал магистерский экзамен и стал заниматься в физической лаборатории Московского университета, продолжая начатую им в Петрограде работу. Одновременно с этим он написал этюд по механике: «О движении на земной поверхности материальной точки, подверженной одному земному притяжению», напечатанный на французском языке в «Бюллетене Московского общества испытателей природы» (1882), за который был принят в члены Московского общества испытателей природы.
Помимо изучения физических процессов Зворыкин интересовался метеорологией. С целью исследования электрического состояния атмосферного воздуха, он выписал на свои средства электрометр системы Томсона и летом 1882 года начал свои исследования на родине, в Муроме. Результаты этих исследований были напечатаны в «Бюллетене Московского общества испытателей природы» за февраль 1883 года. Желая продолжать свои исследования в более широком виде, он летом 1883 года поселился близ Петровской академии, где, по его мнению, условия наиболее благоприятствовали его опытам. Но, к сожалению, электрометр испортился, и его пришлось отправлять на ремонт в Англию. Те же исследования он предполагал в будущем произвести в горах Кавказа.
Одновременно с этими научными занятиями он усердно работал над составлением курса физической географии для женских курсов при Третьей Московской гимназии, где работал преподавателем зимой 1882—1883 гг. Этот научно-образовательный труд появился уже после его смерти под редакцией наставника Зворыкина, профессора Александра Григорьевича Столетова под заглавием «Лекции физической географии» (М. — 1885. — 226 с. — с 72 чертежами и 6 картами).
Результатом трёхлетней работы Зворыкина в лаборатории университета явилась его магистерская диссертация «Исследование о психрометре» («Учёные записки Московского университета», 1884), подготовке к которой он отдал много сил расстроив своё и без того слабое здоровье.

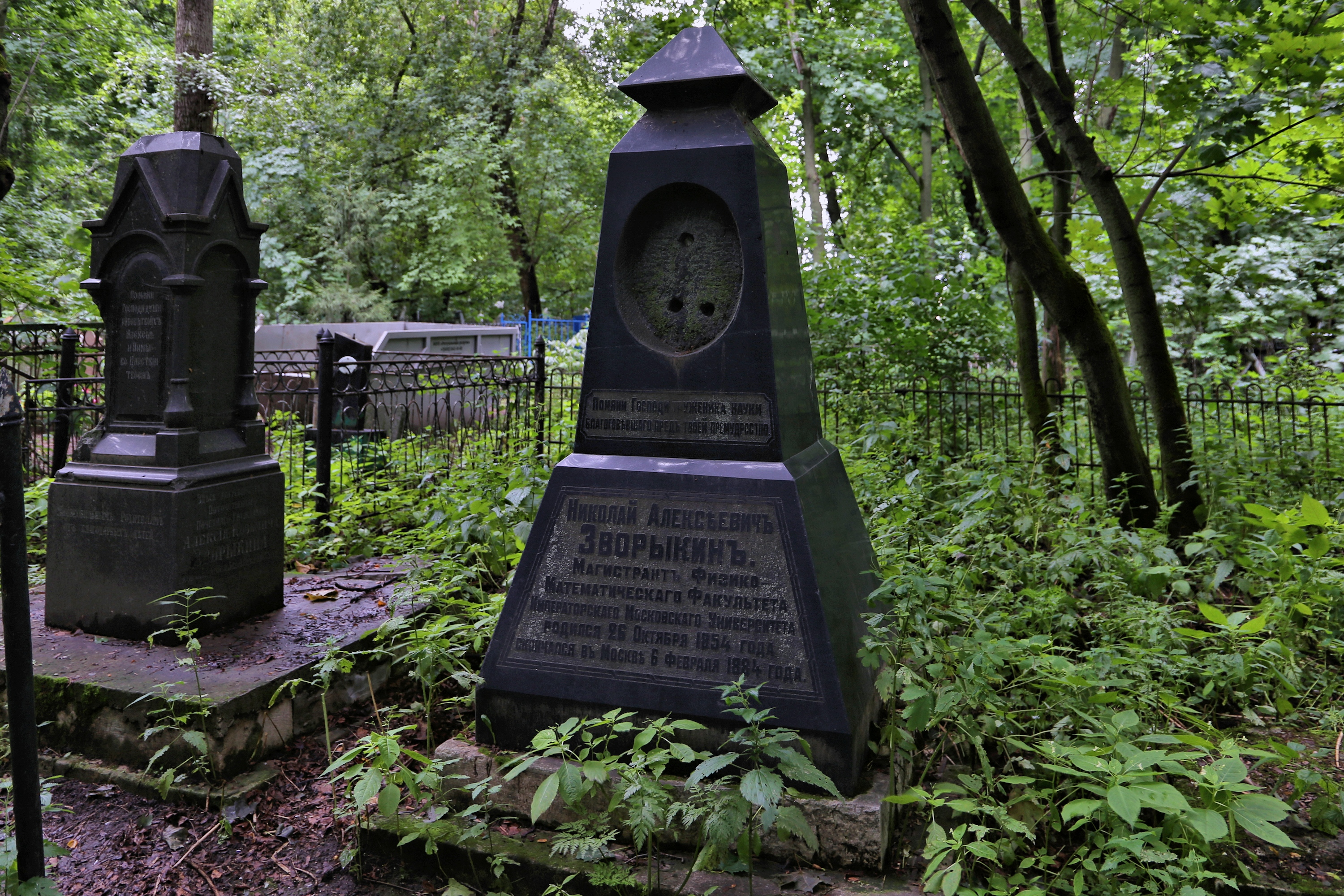
Надгробие на могиле Н. А. Зворыкина на Напольном кладбище

Заслуживают внимания также сделанные доклады, зачитанные на заседаниях отделения физических наук Общества любителей естествознания, где он состоял действительным членом: «О центробежной силе», «О маятнике Фуко», «О планетарии, изобретенном для объяснения видимого движения планет» и «О кругах и ложных солнцах» («Бюллетень Общества испытателей природы», 1883). Кроме того, он участвовал на двух съездах натуралистов и на географическом съезде в Венеции.
Ранняя смерть не позволила полностью раскрыться перспективному русскому учёному; Николай Алексеевич Зворыкин умер 6 (18) февраля 1884 года в Москве от разрыва сердца не дожив и до 30 лет. Был похоронен в Муроме.